# Шеланговское сельское поселение
Шеланговское се́льское поселе́ние — муниципальное образование в Верхнеуслонском районе Татарстана Российской Федерации.
Административный центр — село Шеланга.

## История
Статус и границы сельского поселения установлены Законом Республики Татарстан от 31 января 2005 года № 19-ЗРТ «Об установлении границ территорий и статусе муниципального образования "Верхнеуслонский муниципальный район" и муниципальных образований в его составе».

## Население
| 2010  | 2011  | 2012  | 2013  | 2014  | 2015  | 2016  |
| ----- | ----- | ----- | ----- | ----- | ----- | ----- |
| 1372  | ↘1369 | ↘1349 | ↘1326 | ↘1283 | ↘1267 | ↘1247 |
| 2017  | 2018  |       |       |       |       |       |
| ↘1215 | ↘1166 |       |       |       |       |       |

## Состав сельского поселения
| № | Населённый пункт | Тип населённого пункта       | Население |
| - | ---------------- | ---------------------------- | --------- |
| 1 | Брек             | деревня                      |           |
| 2 | Кзыл-Байрак      | посёлок                      |           |
| 3 | Нариман          | деревня                      |           |
| 4 | Шеланга          | село, административный центр |           |
| 5 | Янга-Юл          | посёлок                      |           |